# Faustino Oramas
Faustino Oramas Osorìo, detto El Guayabero (Holguín, 4 giugno 1911 – Holguín, 27 marzo 2007), è stato un cantante, chitarrista e compositore cubano.

## Biografia
A 15 anni ha cominciato a suonare le maracas nel settetto La Tropical formato da un gruppo di amici del proprio paese. Nel 1940 ha iniziato la sua carriera come compositore con Tumbaíto, Como vengo este año ed El Guayabero: quest'ultimo titolo è diventato anche il suo soprannome.
Abile maestro del doppio senso, l'idiosincrasia del cubano, il suo ingegno, gli spiritosi commenti e il suo amore per temi altamente erotici, sono alcune delle sue caratteristiche principali. A differenza della maggior parte dei trovadors, Oramas suona sones piuttosto che boleri.
Il suo strumento preferito era il tres, una chitarra a tre corde, tipico strumento del son; tuttavia, nei suoi gruppi di appoggio di solito era compresa una chitarra spagnola in base ritmica.
Compose la nota canzone Candela che venne inclusa sia nel disco che nel film Buena Vista Social Club.
Faustino Oramas è stato l'ultimo membro della canzone tradizionale cubana.

## Discografia

### LP
- El Guayabero: sones del humor popular. Siboney LD-224
- El Guayabero: sones del humor popular. Siboney LD-342
- El Guayabero. Siboney LD-466

### CD
- Buena Vista Social Club (settembre 1997; in quella occasione la canzone Candela non è stata cantata da Oramas)